# Michael Marshall Smith
Michael Marshal (właściwie Michael Marshall Smith), urodzony 3 maja, 1965 w Knutsford, Cheshire, Wielka Brytania. Jest popularnym pisarzem i scenarzystą w Wielkiej Brytanii.
Jest autorem licznych opowiadań i mikropowieści z gatunku science-fiction oraz powieści sensacyjnych. Studiował nauki polityczne i społeczne na Cambridge. Czterokrotny zdobywca prestiżowej nagrody British Fantasy Award. 
Od pewnego czasu pisarz ewoluuje w stronę thrillera spiskowego [trylogia "Niewidzialni"], publikując pod skróconym nazwiskiem Michael Marshall. Twórczością Smitha interesują się filmowcy: Steven Spielberg przymierza się do ekranizacji "Zmieniaków", Warner Bros – "Jednego z nas", a na podstawie kilku opowiadań powstają filmy telewizyjne.

## Dzieła

### Cykl Niewidzialni
1. Niewidzialni (The Straw Men, 2001)
2. Pierwotny instynkt (The Lonely Dead, 2004) aka The Upright Man
3. Krew aniołów (Blood of Angels, 2005)

### Pozostałe
- Intruzi (The Intruders, 2007)
- W otchłani zła (Bad Things, 2008)
- Śmiertelna gra (Killer Move, 2011)
- Wyznawcy (The Followers, 2012)

### Jako Michael Marshall Smith
- Only Forward (1994)
- Zmieniaki (Spares, 1996)
- Jeden z nas (One of Us, 1997)
- Za drzwiami (The Servants, 2007)